# Jakubsonia
Jakubsonia — вимерлий рід ранніх тетраподоморфів з пізнього девону Росії. Типовий вид, Jakubsonia livnensis, був описаний і названий у 2004 році.